# Cardotiella renauldii
Cardotiella renauldii är en bladmossart som beskrevs av Dale Hadley Vitt 1981. Cardotiella renauldii ingår i släktet Cardotiella och familjen Orthotrichaceae. Inga underarter finns listade i Catalogue of Life.